# مارک ملیک
مارک ملیک (انگلیسی: Marek Malík؛ زادهٔ ۲۴ ژوئن ۱۹۷۵) بازیکن هاکی روی یخ اهل جمهوری چک است.
از باشگاه‌هایی که در آن بازی کرده‌است می‌توان به ونکوور کناکز، نیویورک رنجرز، کارولینا هوریکانز، و تمپا بی لایتنینگ اشاره کرد.